# Grzegorz Kowal
Grzegorz Kowal (ur. 1973) – polski filolog-germanista, doktor habilitowany nauk humanistycznych, wykładowca Instytutu Filologii Germańskiej Wydziału Filologicznego Uniwersytetu Wrocławskiego.

## Życiorys
Od 1993 do 1998 studiował filologię germańską na Uniwersytecie Wrocławskim. 18 listopada 2003 obronił pracę doktorską Friedrich Nietzsche w świetle polemik w prasie i w literaturze doby polskiego dwudziestolecia międzywojennego. Studium recepcyjne (promotor: Wojciech Kunicki), 17 listopada 2015 habilitował się na podstawie pracy zatytułowanej Anatomia kulturowej legendy. Niżyński – Gründgens – Dönhoff – Piłsudski. Przebywał kilkukrotnie na pobytach stypendialnych i stażach naukowych w Berlinie i Würzburgu.
Jest zatrudniony na stanowisku adiunkta w Instytucie Filologii Germańskiej na Wydziale Filologicznym Uniwersytetu Wrocławskiego. Prodziekan do spraw studenckich Wydziału Filologicznego kadencji 2016–2020. Pracował w Wyższej Szkole Lingwistycznej w Częstochowie.